# Liste der Biografien/Heif
Liste der Biografien |
Portal Biografien |
Personensuche
# |
A |
B |
C |
D |
E |
F |
G |
H |
I |
J |
K |
L |
M |
N |
O |
P |
Q |
R |
S |
T |
U |
V |
W |
X |
Y |
Z |
?
 
Ha |
Hd |
He |
Hi |
Hj |
Hk |
Hl |
Hm |
Hn |
Ho |
Hr |
Hs |
Ht |
Hu |
Hv |
Hw |
Hy
 
Hea |
Heb |
Hec |
Hed |
Hee |
Hef |
Heg |
Heh |
Hei |
Hej |
Hek |
Hel |
Hem |
Hen |
Heo |
Hep |
Heq |
Her |
Hes |
Het |
Heu |
Hev |
Hew |
Hex |
Hey |
Hez
 
Heia |
Heib |
Heic |
Heid |
Heie |
Heif |
Heig |
Heij |
Heik |
Heil |
Heim |
Hein |
Heip |
Heir |
Heis |
Heit |
Heix |
Heiz
Die Liste der Biografien führt alle Personen auf, die in der deutschsprachigen Wikipedia einen Artikel haben. Dieses ist eine Teilliste mit 5 Einträgen von Personen, deren Namen mit den Buchstaben „Heif“ beginnt.

## Heif

### Heife
- Heifer, Ulrich (1930–2018), deutscher Gerichtsmediziner
- Heiferman, Marvin (* 1948), US-amerikanischer Kurator, Fotograf und Autor
- Heifetz, Benar (1899–1974), russisch-amerikanischer Cellist
- Heifetz, Jascha (1901–1987), russisch-amerikanischer ViolinistJascha Heifetz (1901–1987)

Jascha Heifetz (1901–1987)

- Heifetz, Zvi (* 1956), israelischer Rechtsanwalt, Unternehmer und Diplomat